# Parque de Catalina (Pushkin)
El Parque de Catalina (en ruso Екатерининский парк, Yekateríninski park) es un parque situado en Tsárskoye Seló (dentro del municipio de Pushkin), a 25 km al sureste de San Petersburgo (Rusia). Es parte integral de la residencia imperial de Tsárskoye Seló. El parque está integrado, junto con el conjunto de palacios y parques de la ciudad de Pushkin, así como su centro histórico (código 540-006) en el lugar Patrimonio de la Humanidad llamado «Centro histórico de San Petersburgo y conjuntos monumentales anexos».
El Parque de Catalina, llamado así en honor de la emperatriz Catalina la Grande y adyacente al Palacio de Catalina, tiene dos partes bien diferenciadas: el más antiguo jardín tradicional de tipo parterre, a la francesa, y el posterior jardín paisajístico, de tipo inglés.
Contiene numerosas pequeñas edificaciones de tamaño diverso, de estilo barroco y rococó, diseñadas por arquitectos de la talla de Francesco Bartolomeo Rastrelli, Antonio Rinaldi, Charles Cameron, Georg Friedrich Veldt, Vasili Neyelov y su hijo Ilyá o Vasili Stasov, entre otros.

## Jardín tradicional

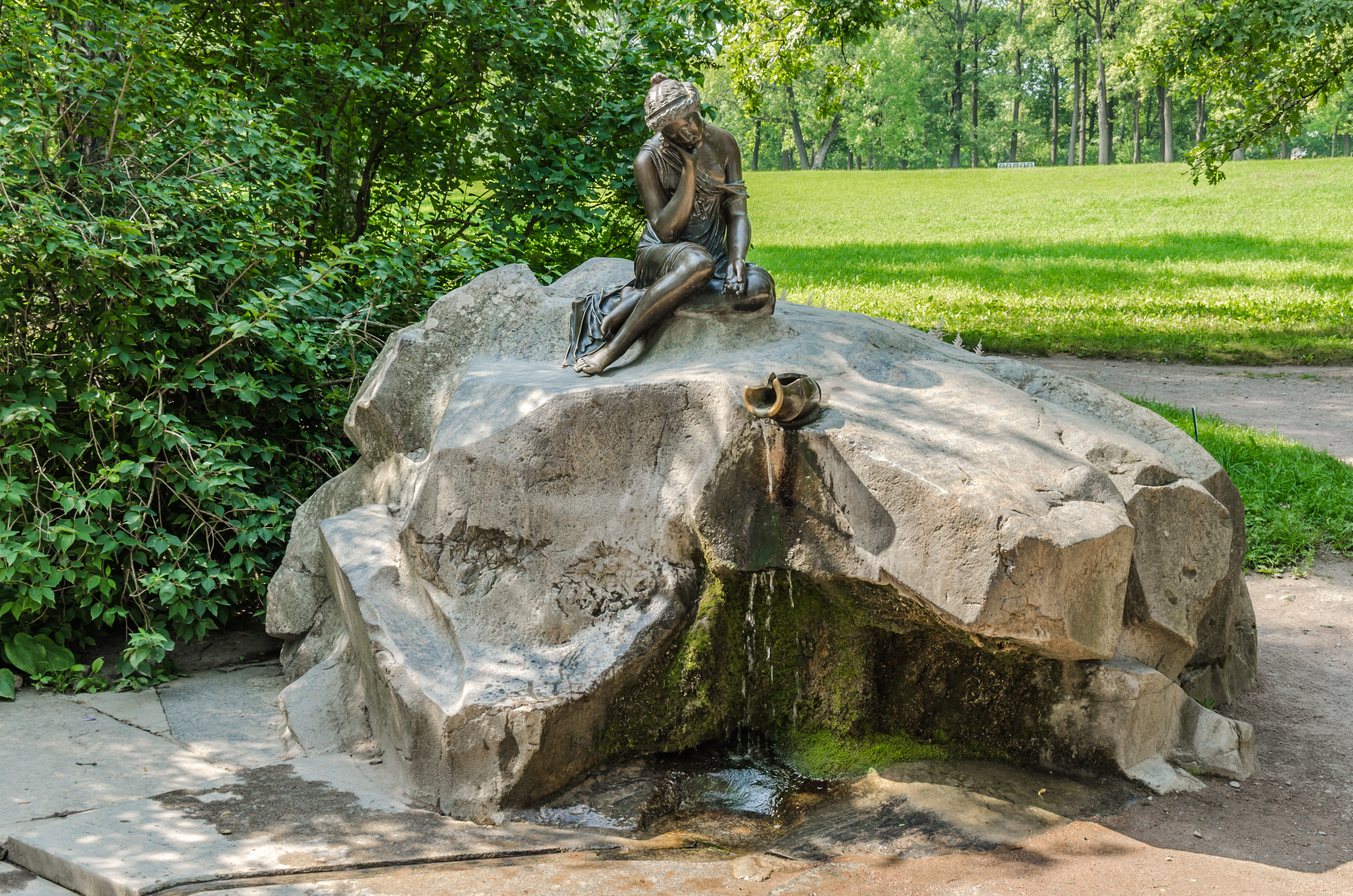
Fuente de la joven con el jarro roto.

El jardín tradicional, adornado con diversas estatuas de mármol, fue proyectado en 1720 por maestros jardineros holandeses y se organiza en tres grandes bancales de parterres ante la fachada posterior del palacio imperial. Contiene varios lagos que recogen el agua del río Vangazi, que baja del cerro, entre ellos el lago superior, doble, situado en la primera terraza, y al final de todo el estanque del molino, más adelante incluido en una cascada de pequeños estanques.
Los principales edificios y pabellones de este jardín son los Baños Superiores, los Baños Inferiores, el Ermitage, la Gruta, la Cocina del Ermitage, la Columna de Morea, que recuerda la victoria contra los turcos en 1771, y la Puerta sureste, en forma de arco triunfal para conmemorar la victoria de Rusia en la Guerra Patriótica de 1812 contra Napoleón.

## Jardín paisajístico

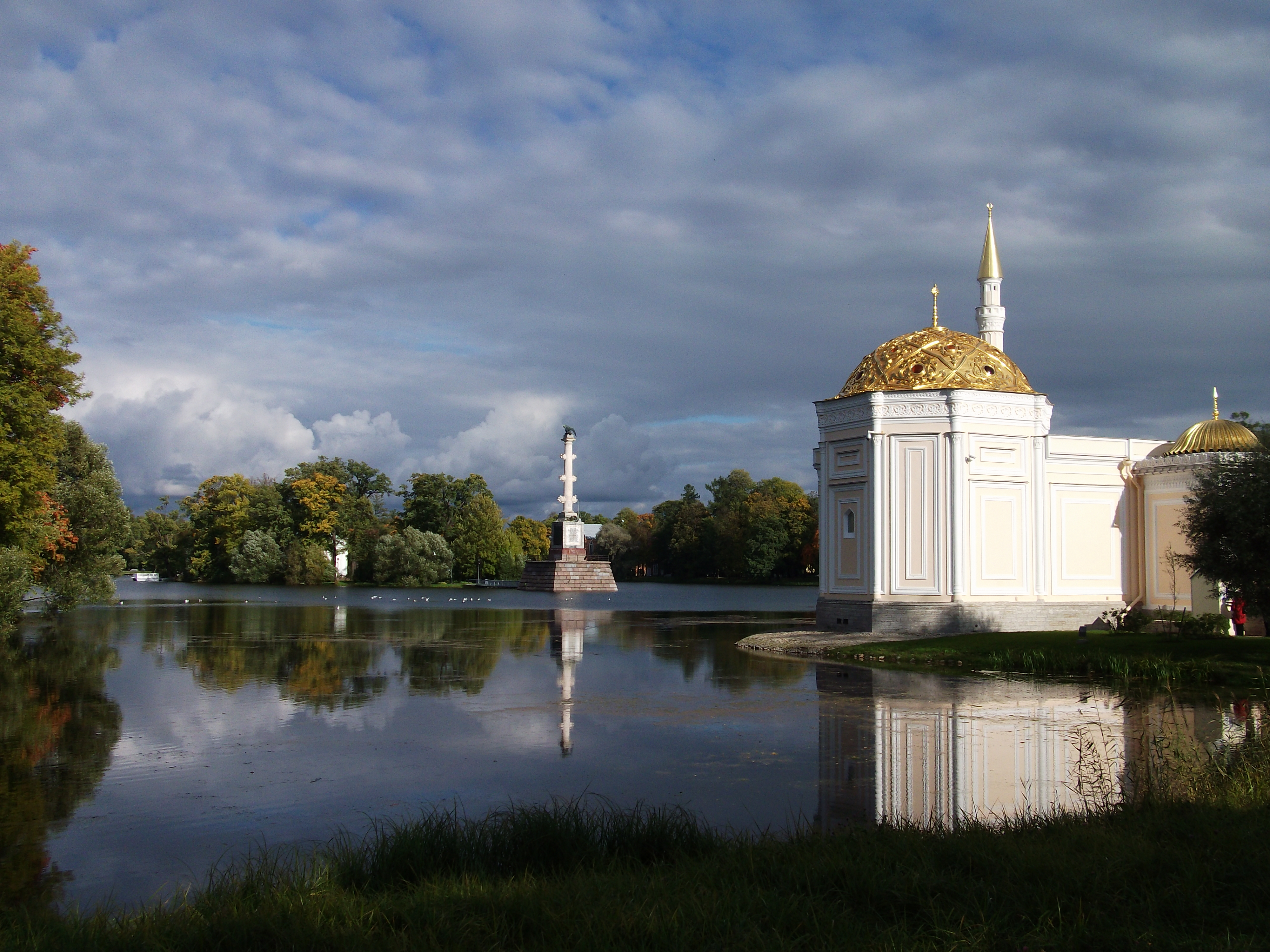
Los Baños Turcos y la Columna Česhme.

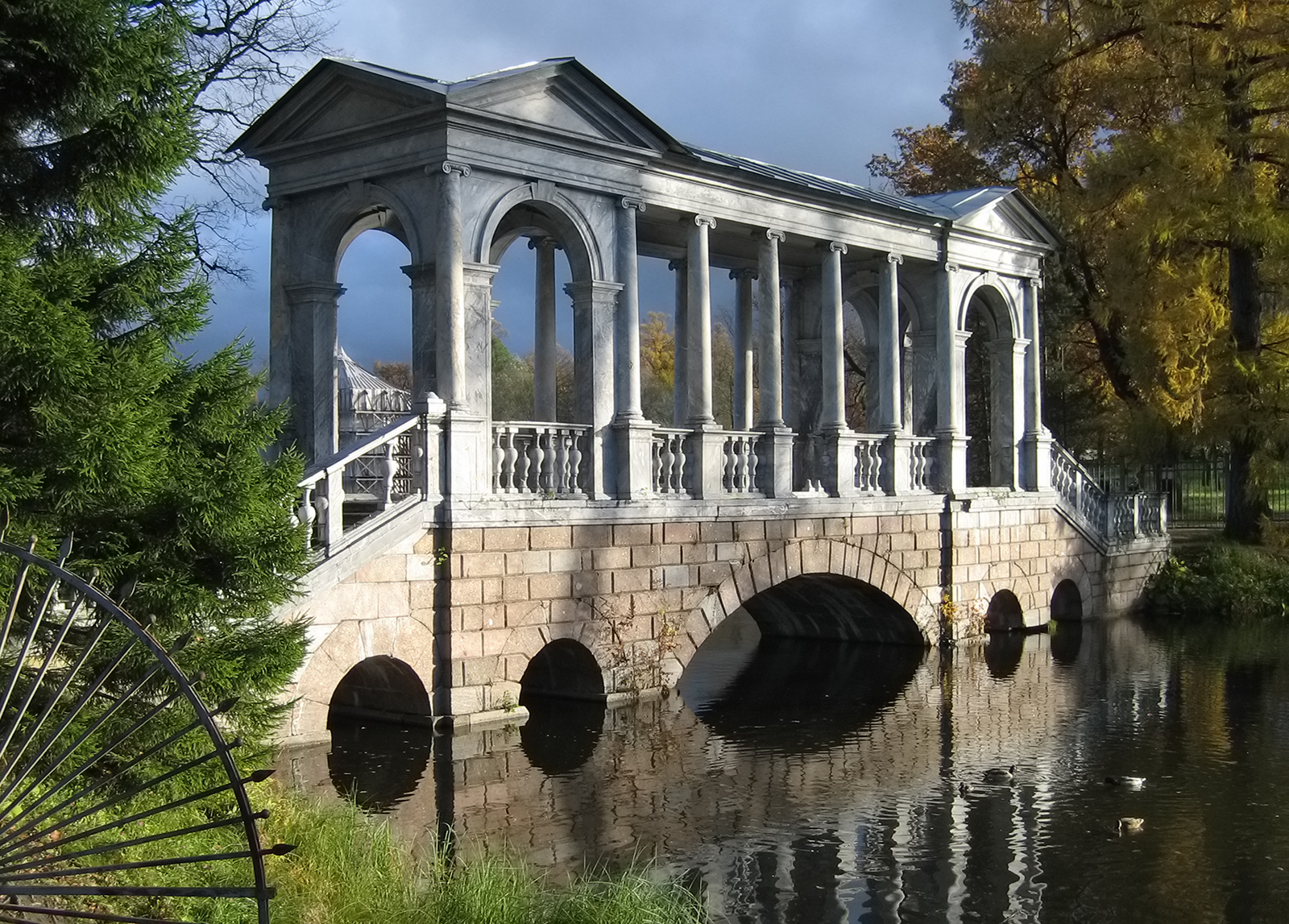
Puente de Mármol.

El jardín a la inglesa se extiende al sur del anterior y su construcción se desarrolló entre los años 1760-1780, proyectado por el arquitecto Vasili Neyelov en torno a un gran estanque de forma irregular.
En el jardín paisajístico hay una serie de edificaciones, entre las que destacan el Almirantazgo Holandés, el Salón de la Isla, la columna que conmemora la victoria en la batalla naval de Chesma de 1770, el Puente de Mármol, los Baños Turcos, la Pirámide, la Cascada Roja, la Puerta Gótica, la Torre en Ruinas, la Puerta de Orlov, la Terraza de Granito, la Fuente de la Joven con el jarro roto (diseñada por el ingeniero español Agustín de Betancourt), la Sala de Conciertos, la Cocina en Ruinas, el Pabellón Chino, la Sala del Anochecer, el monumento a Aleksandr Lanskói, el obelisco que conmemora la victoria de 1770 en la batalla de Kagul y el Jardín Privado.